# Rio Palmital (vattendrag i Brasilien, Paraná, lat -26,08, long -51,25)
Rio Palmital är ett vattendrag i Brasilien.   Det ligger i delstaten Paraná, i den södra delen av landet, 1 200 km söder om huvudstaden Brasília.
I omgivningarna runt Rio Palmital växer i huvudsak städsegrön lövskog. Runt Rio Palmital är det glesbefolkat, med 16 invånare per kvadratkilometer.